# Endrosa striata
Endrosa striata là một loài bướm đêm thuộc phân họ Arctiinae, họ Erebidae.